# Genoa Cricket and Football Club 1923-1924
Questa voce raccoglie le informazioni riguardanti il Genoa Cricket and Football Club nelle competizioni ufficiali della stagione 1923-1924.

## Stagione

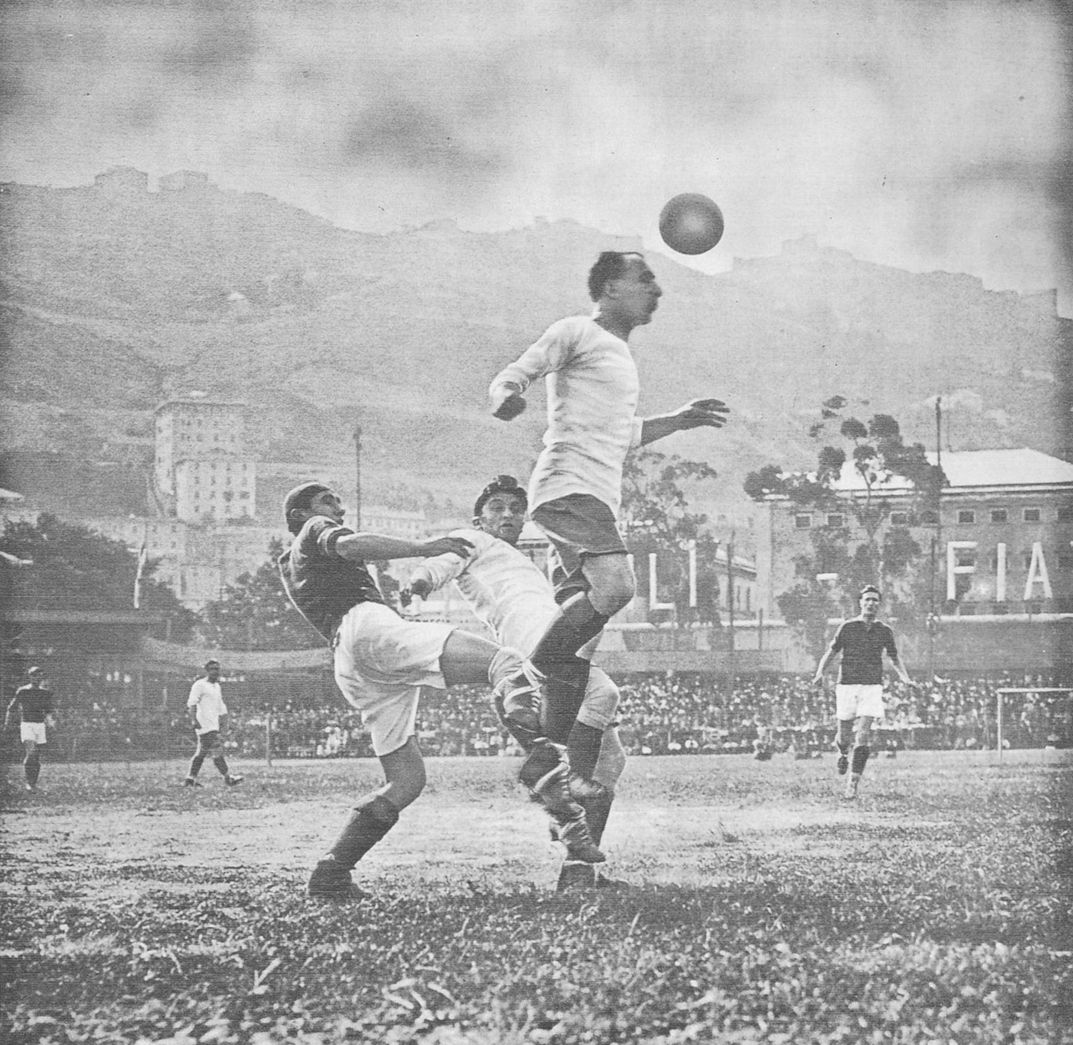
Il terzino genoano De Vecchi svetta di testa a Marassi sul compagno di squadra Burlando e sul bolognese Schiavio, nell'andata delle vittoriose finali di Lega Nord.

Dopo il successo ottenuto nella stagione 1922-1923, si aggiudica anche il titolo di campione d'Italia per la Prima Divisione 1923-1924.
Grazie a un ottimo attacco formato da Sardi, Santamaria e Catto, il Genoa su 26 incontri realizza 57 reti, subendone solamente 15, grazie alla difesa formata da De Prà, De Vecchi, Bellini e dalla mediana Barbieri Burlando Leale. Vince il girone A con 33 punti. Nella doppia finale di Lega Nord supera il Bologna, vincitore del girone B. Poi nella finale scudetto supera nel doppio confronto i campani del Savoia di Torre Annunziata.

## Divise
La maglia per le partite casalinghe presentava i colori attuali (anche se la dicitura ufficiale era rosso granato e blu) ma a differenza di oggi il blu era posizionato a destra.

## Organigramma societario
Area direttiva
- Presidente: Guido Sanguineti

Area tecnica
- Allenatore: William Garbutt

## Rosa
| N. |                   | Ruolo | Calciatore         |
| -- | ----------------- | ----- | ------------------ |
|    | Italia (bandiera) | P     | Giovanni De Prà    |
|    | Italia (bandiera) | P     | Ferdinando Seriolo |
|    | Italia (bandiera) | D     | Ottavio Barbieri   |
|    | Italia (bandiera) | D     | Delfo Bellini      |
|    | Italia (bandiera) | D     | Mario Costella     |
|    | Italia (bandiera) | D     | Renzo De Vecchi    |
|    | Italia (bandiera) | D     | Daniele Moruzzi    |
|    | Italia (bandiera) | C     | Guido Aycard       |
|    | Italia (bandiera) | C     | Luigi Burlando     |

| N. |                   | Ruolo | Calciatore            |
| -- | ----------------- | ----- | --------------------- |
|    | Italia (bandiera) | C     | Ettore Leale          |
|    | Italia (bandiera) | C     | Enrico Sardi          |
|    | Italia (bandiera) | A     | Augusto Bergamino     |
|    | Italia (bandiera) | A     | Edoardo Catto         |
|    | Italia (bandiera) | A     | Luigi Cusano          |
|    | Italia (bandiera) | A     | Edoardo Mariani       |
|    | Italia (bandiera) | A     | Ettore Neri           |
|    | Italia (bandiera) | A     | Aristodemo Santamaria |

## Calciomercato
| Acquisti | Acquisti           | Acquisti        | Acquisti |
| R.       | Nome               | da              | Modalità |
| -------- | ------------------ | --------------- | -------- |
| A        | Luigi Cusano       | Vittoria Genova |          |
| P        | Ferdinando Seriolo | Genoa II        |          |

| Cessioni | Cessioni                   | Cessioni  | Cessioni |
| R.       | Nome                       | a         | Modalità |
| -------- | -------------------------- | --------- | -------- |
| D        | Mario Della Grisa          | Genoa II  |          |
| P        | Ferdinando Pomati          | -         | Libero   |
| C        | Giovanni Battista Traverso | Cremonese |          |

## Risultati

### Prima Divisione

#### Girone di andata
| Arbitro: | Trezzi (Milano) |

|                                                   |           |             |
| Santamaria 28’, 42’, 48’ Sardi 53’, 69’ Catto 82’ | Marcatori | 13’ Gallina |

| Arbitro: | Venegoni (Legnano) |

|           |           |                |
| Bay I 54’ | Marcatori | 52’ Santamaria |

| Arbitro: | G.Crivelli (Milano) |

|                                 |           |  |
| Moruzzi 16’, 20’ Catto 42’, 72’ | Marcatori |  |

| Arbitro: | Pasquinelli (Bologna) |

|                         |           |                     |
| Cevenini III 47’ (rig.) | Marcatori | 42’ Sardi 74’ Catto |

| Arbitro: | Gera (Torino) |

|  |           |          |
|  | Marcatori | 85’ Neri |

| Arbitro: | Ortali (Bologna) |

|                                       |           |           |
| Silvestri 44’ Magnozzi 49’ Luperi 56’ | Marcatori | 76’ Sardi |

| Arbitro: | Venegoni (Legnano) |

|  |           |                |
|  | Marcatori | 43’ Santamaria |

| Arbitro: | Bistoletti (Milano) |

|                                                   |           |  |
| Neri 40’ Santamaria 69’ Bergamino I 70’ Catto 89’ | Marcatori |  |

| Arbitro: | Panzeri (Milano) |

|                        |           |               |
| Grabbi 15’ Rosetta 55’ | Marcatori | 85’ De Vecchi |

| Arbitro: | Vota (Torino) |

|                                                       |           |  |
| Moruzzi 12’, 15’ Santamaria 38’ (rig.), 85’ Catto 57’ | Marcatori |  |

| Modena 16 dicembre 1923 11ª giornata | Modena             | 0 – 0 | Genoa | Campo di viale Fontanelli\| Arbitro: \| Venegoni (Legnano) \| |
| Arbitro:                             | Venegoni (Legnano) |       |       |                                                               |

#### Girone di ritorno
| Casale Monferrato 6 gennaio 1924 12ª giornata | Casale          | 0 – 0 | Genoa | Stadio Natale Palli\| Arbitro: \| Majani (Torino) \| |
| Arbitro:                                      | Majani (Torino) |       |       |                                                      |

| Arbitro: | Trezzi (Milano) |

|                       |           |  |
| Moruzzi 39’ Catto 42’ | Marcatori |  |

| Arbitro: | Bistoletti (Milano) |

|              |           |                     |
| Reynaudi 35’ | Marcatori | 14’ Sardi 44’ Catto |

| Arbitro: | Rangone (Alessandria) |

|                                                                |           |            |
| Bergamino I 7’, 60’ Giustacchini 32’ (aut.) Sardi 38’ Neri 54’ | Marcatori | 34’ Agradi |

| Arbitro: | Vota (Torino) |

|                                                         |           |  |
| Bergamino I 19’ Santamaria 34’, 75’ Catto 44’ Sardi 72’ | Marcatori |  |

| Arbitro: | Ortali (Bologna) |

|                          |           |  |
| Catto 77’ Santamaria 88’ | Marcatori |  |

| Arbitro: | Alfieri (Bologna) |

|              |           |                                  |
| Burlando 27’ | Marcatori | 14’ (aut.) Barbieri 69’ Monti II |

| Arbitro: | Pasquinelli (Bologna) |

|           |           |  |
| Raggio 6’ | Marcatori |  |

| Arbitro: | Cattaneo (Milano) |

|           |           |              |
| Sardi 17’ | Marcatori | 59’ Munerati |

| Arbitro: | Turriti (Firenze) |

|               |           |           |
| Baccilieri 3’ | Marcatori | 42’ Sardi |

| Arbitro: | G.Crivelli (Milano) |

|                                                    |           |             |
| Santamaria 16’ De Vecchi 18’, 87’ (rig.) Sardi 47’ | Marcatori | 66’ Vezzani |

#### Finale della Lega Nord
| Arbitro: | Bistoletti (Milano) |

|          |           |  |
| Neri 84’ | Marcatori |  |

| Arbitro: | Panzeri (Milano) |

|                  |           |                |
| Pozzi 57’ (rig.) | Marcatori | 36’ Santamaria |

#### Finalissima
| Arbitro: | A.Gama (Milano) |

|                                    |           |            |
| Catto 15’ Sardi 16’ Santamaria 55’ | Marcatori | 49’ Bobbio |

| Arbitro: | Rangone (Alessandria) |

|              |           |             |
| Mombelli 73’ | Marcatori | 71’ Moruzzi |

## Statistiche

### Statistiche di squadra
| Competizione    | Punti | In casa | In casa | In casa | In casa | In casa | In casa | In trasferta | In trasferta | In trasferta | In trasferta | In trasferta | In trasferta | Totale | Totale | Totale | Totale | Totale | Totale | DR  |
| Competizione    | Punti | G       | V       | N       | P       | Gf      | Gs      | G            | V            | N            | P            | Gf           | Gs           | G      | V      | N      | P      | Gf     | Gs     | DR  |
| --------------- | ----- | ------- | ------- | ------- | ------- | ------- | ------- | ------------ | ------------ | ------------ | ------------ | ------------ | ------------ | ------ | ------ | ------ | ------ | ------ | ------ | --- |
| Prima Divisione | 40    | 13      | 11      | 1       | 1       | 43      | 7       | 13           | 6            | 5            | 2            | 14           | 8            | 26     | 17     | 6      | 3      | 57     | 15     | +42 |

### Statistiche dei giocatori
| Giocatore     | Prima Divisione | Prima Divisione |
| Giocatore     | Presenze        | Reti            |
| ------------- | --------------- | --------------- |
| G. Aycard     | 0               | 0               |
| O. Barbieri   | 25              | 0               |
| D. Bellini    | 22              | 0               |
| A. Bergamino  | 19              | 5               |
| L. Burlando   | 25              | 1               |
| E. Catto      | 25              | 10              |
| M. Costella   | 4               | 0               |
| L. Cusano     | 2               | 0               |
| G. De Prà     | 24              | -13             |
| R. De Vecchi  | 25              | 2               |
| E. Leale      | 23              | 0               |
| E. Mariani    | 10              | 0               |
| D. Moruzzi    | 16              | 6               |
| E. Neri       | 21              | 4               |
| A. Santamaria | 22              | 12              |
| E. Sardi      | 19              | 10              |
| F. Seriolo    | 2               | -2              |